# Ladislau Lovrenschi
Ladislau Lovrenschi (ur. 21 czerwca 1932 w Timișoarze, zm. w 2011) – rumuński wioślarz (sternik), dwukrotny medalista olimpijski, a także mistrz świata.

## Kariera
Wystąpił na igrzyskach olimpijskich w Meksyku w 1968. Zajął tam siódme miejsce w czwórkach ze sternikiem i dziewiąte w dwójkach ze sternikiem. Na rozgrywanych cztery lata później igrzyskach olimpijskich w Monachium startował w dwójkach ze sternikiem. Osada Rumunii w składzie: Ștefan Tudor, Petre Ceapura i Ladislau Lovrenschi zdobyła brązowy medal, plasując się o 4,11 sekundy za osadą NRD i o 1,79 sekundy za Czechosłowacją. Następnie startował w dwójkach ze sternikiem na igrzyskach olimpijskich w Moskwie w 1980, zajmując czwarte miejsce. Walkę o medal Rumuni przegrali tam z osadą Jugosławii o 2,25 sekundy. Brał też udział w igrzyskach olimpijskich w Seulu w 1988, zdobywając srebrny medal w czwórkach ze sternikiem. W wyścigu finałowym o 2,84 przegrali z osadą NRD, a o 2,20 sekundy wyprzedzili osadę Nowej Zelandii. Na tej samej imprezie startował w dwójkach ze sternikiem, zajmując czwarte miejsce. Walkę o podium Rumuni przegrali tam z Brytyjczykami o 0,65 sekundy.
Na mistrzostwach świata w St. Catharines (1970) Tudor, Ceapura i Lovrenschi wywalczyli złoty medal w dwójkach ze sternikiem, wyprzedzając osady NRD i ZSRR. Był to pierwszy w historii złoty medal dla Rumunii w tej konkurencji.
Ponadto zdobył brązowy medal w czwórkach ze sternikiem na mistrzostwach Europy w Vichy (1967).
Po zakończeniu kariery był trenerem w klubie CFR Timisoara.